# Nieulle-sur-Seudre
Nieulle-sur-Seudre ist eine französische Gemeinde mit 1.224 Einwohnern (Stand: 1. Januar 2022) im Département Charente-Maritime in der Region Nouvelle-Aquitaine. Sie gehört zum Arrondissement Rochefort und zum Kanton Marennes. Die Einwohner werden Nieullais genannt. 

## Geographie
Nieulle-sur-Seudre liegt in den Salzwiesen der historischen Landschaft Saintonge am Fluss Seudre. Umgeben wird Nieulle-sur-Seudre von den Nachbargemeinden Saint-Just-Luzac im Norden, Saint-Sornin im Osten, Le Gua im Südosten und Süden, Chaillevette und Étaules im Südwesten und Westen sowie Arvert im Westen.

## Bevölkerungsentwicklung
| 1962                       | 1968 | 1975 | 1982 | 1990 | 1999 | 2006 | 2019 |
| -------------------------- | ---- | ---- | ---- | ---- | ---- | ---- | ---- |
| 531                        | 535  | 534  | 515  | 506  | 643  | 733  | 1208 |
| Quellen: Cassini und INSEE |      |      |      |      |      |      |      |

## Sehenswürdigkeiten
- Katholische Kirche Notre-Dame, 1847 erbaut
- Protestantische Kirche

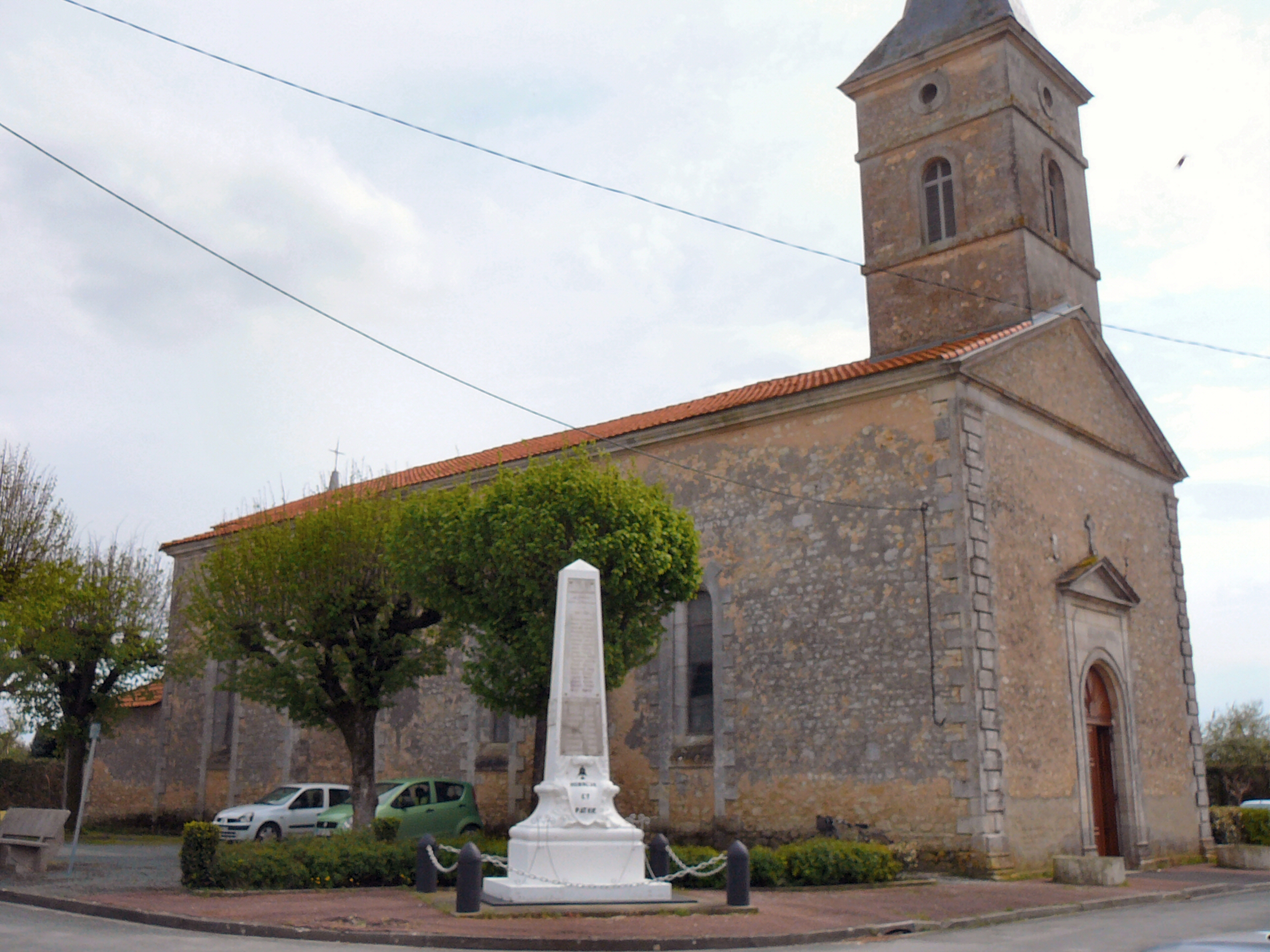
Kirche Notre-Dame
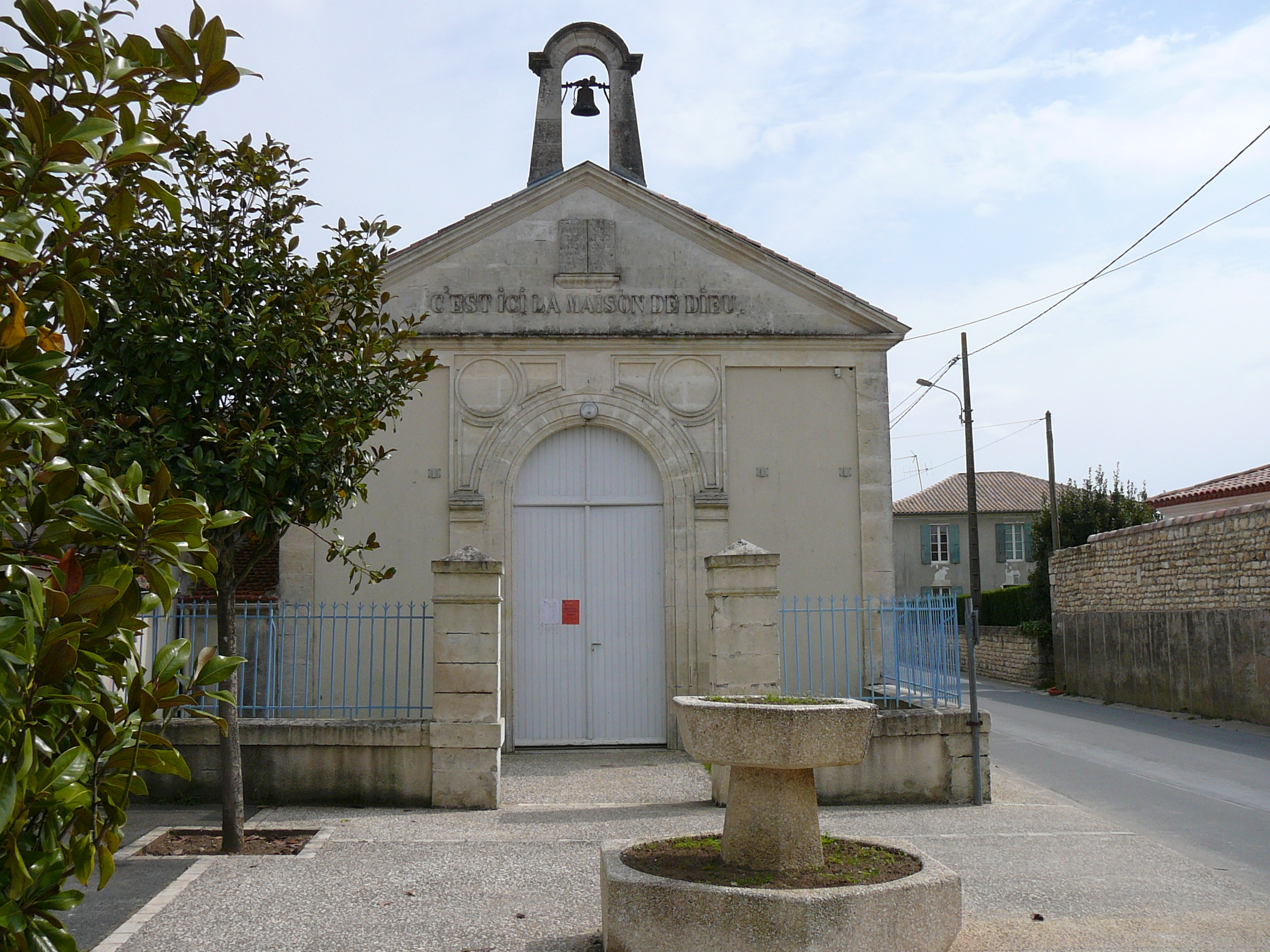
Protestantische Kirche